# Gerhard Pürstl
Gerhard Pürstl (* 5. Juli 1962 in Wien) ist als Polizeipräsident seit 2008 Leiter der Bundespolizeidirektion Wien, seit der Sicherheitsbehörden-Neustrukturierung 2012 Landespolizeipräsident der Landespolizeidirektion Wien.

## Leben
Nach dem Ablegen der Matura absolvierte Pürstl eine Dienstzeit als Einjährig-Freiwilliger beim Bundesheer. Nach mehreren Führungsausbildungen und Truppenausbildungen rüstete er im Rang eines Oberleutnants ab.
Danach studierte er an der Universität Wien Jus. Nach seiner Promotion trat er 1988 als Rechtskundiger Beamter in den Dienst der Wiener Polizei. Die Bezirkspolizeikommissariate Brigittenau, Währing und Leopoldstadt bildeten in den Jahren 1988 bis 1990 seine Stationen als Referent.
Sechs Jahre lang hatte er danach die Funktion eines Hauptreferenten im Büro für Organisation, Rechtsfragen und Fachaufsicht in der Präsidialabteilung der Polizeidirektion. Von 1996 bis 2002 war er Leiterstellvertreter dieses Büros.
Nach der Umstrukturierung der BPD im Zuge der Wiener Polizeireform war Pürstl vorerst als Hauptreferent im Büro für Rechtsfragen und Datenschutz tätig, um ab Oktober 2002 dessen Vorstand zu werden. Er führte zuletzt den Amtstitel eines Hofrats.
Nach der Ankündigung von Polizeipräsident Peter Stiedl, sich in den Ruhestand zurückzuziehen, wurde Pürstl im Rahmen der Nachfolgeausschreibung als einziger von dreizehn Kandidaten von der Bewertungskommission als „in höchstem Maße geeignet“ für die Nachfolge Stiedls beschrieben. Mitte Dezember 2007 wurde Pürstl von Innenminister Günther Platter als neuer Polizeipräsident bekanntgegeben und trat sein Amt am 1. Jänner 2008 an.
Da mit 1. September 2012 in ganz Österreich die Landespolizeidirektionen auf Grund der Sicherheitsbehörden-Neustrukturierung eingeführt wurden, trägt Pürstl seitdem den Titel Landespolizeipräsident.
Mediale Aufmerksamkeit wurde Pürstl im Rahmen des Wiener Akademikerballs 2014 zuteil. Die Grünen forderten seinen Rücktritt, nachdem er im Rahmen der ORF-Sendung Im Zentrum folgenden Satz sagte: „Das ist gut, wenn sie [die Demonstranten] bei der Rettung waren. Dann gibt es die Daten, und dann können wir sie ausforschen.“ Rückhalt bekam Pürstl aus Reihen der ÖVP und der FPÖ, die den Einsatz der 2000 Polizisten im Rahmen des Akademikerballes lobten. Pürstl war Mitglied der Wiener schlagenden pennalen Burschenschaft Franko-Cherusker. Er sei jedoch nur „einige Monate“ Teil der Burschenschaft gewesen, habe allerdings „ganz sicher keine Mensuren geschlagen“.
2023 wurde er von Innenminister Gerhard Karner für weitere fünf Jahre zum Landespolizeipräsidenten von Wien bestellt.

## Auszeichnungen
- 2010: Großes Silbernes Ehrenzeichen für Verdienste um die Republik Österreich[4]
- 2012: Großes Silbernes Ehrenzeichen für Verdienste um das Land Wien